# Tropidion hermione
Tropidion hermione är en skalbaggsart som först beskrevs av Thomson 1867.  Tropidion hermione ingår i släktet Tropidion och familjen långhorningar.
Artens utbredningsområde är Paraguay. Inga underarter finns listade i Catalogue of Life.